# 皇明资治通纪
《皇明资治通纪》又名《皇明历朝资治通纪》、《皇明通纪》，或簡稱《通纪》，是编年体史书，共四十二卷，明朝陈建著。
《皇明资治通纪》分前、後两编，前编题为《皇明啟運錄》，自元顺帝至正十一年（1351）至洪武三十一年。《皇明启运录》刊刻后，好友黄佐又劝其續纂後编，即《革朝靖难纪》，自洪武三十一年始，讫於明武宗正德十六年（1521）。陳建再將前后兩编同時刻版，总题为《皇明历朝资治通纪》，是明代第一部私修编年体史書。更是明朝士子科举考试时务策最重要的参考书，因此撰续《通纪》者甚多。
岳元声即重新删订此书，增补嘉靖元年至隆庆六年之事，撰成《皇明资治续纪》三十卷。清人馬晉允再补充天启年间事，全书为二十四卷，题为《皇明通纪辑要》，成書在清朝初年。《通纪》及其续补版本众多，沈國元、江旭奇、卜大有、董其昌、高汝栻、陈龙可、马晋允等人皆曾补修此書。《通纪》“流传宇内，人各操觚，遂成一时风气。”

## 流傳
《皇明资治通纪》是根据吴朴的《龙飞纪略》基础上改写而成的。陈建對《龙飞纪略》并不满意，於是增删添补，编成《皇明启运录》，此書甫出版即廣泛流傳，被视为“海内宗宝”。很快傳入朝鲜，君臣皆阅读《皇明通纪》，宣祖、肃宗、英祖等朝鲜国王经筵之时，专门与朝臣讨论其内容，后来诸续编本也相继传入。朝鲜英祖国王（1724—1776年在位）曾命大臣将其删改，编成朝鲜版的《皇明通纪辑要》。隆庆五年（1571年）9月，工科给事中李贵和上疏稱《皇明资治通纪》一书“荧惑听众，若不早加禁绝，恐将来以讹传讹，为国是之累非浅也。”於是朝廷列为禁毁书。明清两朝皆曾禁毁此書，但“海内盛行，虽禁亦不泯矣”。台湾国家图书馆藏有“东莞陈氏家刻本”是目前所知最正宗的《通纪》原刻本。